# 3998 Tezuka
3998 Tezuka (1989 AB) là một tiểu hành tinh vành đai chính được phát hiện ngày 1 tháng 1 năm 1989 bởi T. Kojima ở Chiyoda.